# Streptanus fulvidus
Streptanus fulvidus är en insektsart som beskrevs av Mitjaev 1967. Streptanus fulvidus ingår i släktet Streptanus och familjen dvärgstritar. Inga underarter finns listade i Catalogue of Life.